# Hannibal Hamlin
Hannibal Hamlin (27 tháng 8 năm 1809 – 4 tháng 7 năm 1891) là một luật sư và chính trị gia từ Maine. Ông từng là Phó Tổng thống của Hoa Kỳ đầu tiên Đảng Cộng hòa.

## Tiểu sử

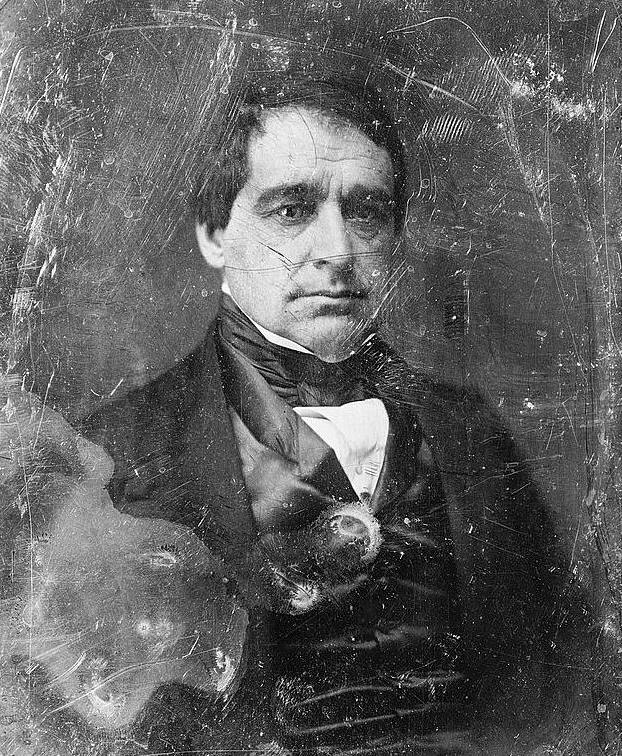
Hamlin thời tuổi trên 30 hoặc 40

Hamlin sinh ra trong gia đình ông bà Cyrus Hamlin và vợ Anna, nhũ danh Livermore, ở Paris (ở Maine ngày nay, sau đó là một phần của Massachusetts). Ông là hậu duệ của thế hệ thứ sáu của thực dân Anh James Hamlin, người đã định cư tại Massachusetts Bay Colony năm 1639. Ông là cháu trai của Thượng nghị sĩ Hoa Kỳ Samuel Livermore II của New Hampshire.
Hamlin đã theo học các trường học của quận và Học viện Hebron và sau đó quản lý trang trại của cha mình. Từ năm 1827 đến năm 1830, ông xuất bản báo Oxford Jeffersonian hợp tác với Horatio King.
Ông học luật với công ty do Samuel Fessenden đứng đầu, được nhận vào quán bar năm 1833, và bắt đầu thực hành tại Hampden, Maine, nơi ông sống cho đến năm 1848.